# Żabczyn
Żabczyn (dawniej niem. Neu Amerika) – osada w Polsce położona koło Kostrzyna nad Odrą w województwie lubuskim, w powiecie słubickim, w gminie Górzyca.
W latach 1975–1998 miejscowość administracyjnie należała do województwa gorzowskiego, w latach 1950–1975 do województwa zielonogórskiego.
Od 15 grudnia 1896 r. przejeżdżała tutaj kolej z Chyrzyna do Słońska, w październiku 1906 r. przedłużona do Krzeszyc a w styczniu 1915 r. – do stacji Rudnica Mały Dworzec. 
Osada położona jest przy drodze krajowej nr 22.